# Câu chuyện lúc nửa đêm
Câu chuyện lúc nửa đêm (tựa gốc tiếng Anh: Goosebumps) là một bộ phim hài kinh dị của Mỹ năm 2015 do Rob Letterman đạo diễn và Darren Lemke viết kịch bản. Dựa trên loạt sách kinh dị dành cho thiếu nhi cùng tên của R. L. Stine, với sự tham gia của Jack Black vào vai một phiên bản hư cấu của Stine, người hợp tác với cậu hàng xóm tuổi teen của mình, do Dylan Minnette thủ vai, để cứu quê hương của họ sau tất cả quái vật khỏi Goosebumps nhượng quyền thương mại thoát khỏi tác phẩm của mình, tàn phá trong thế giới thực. Odeya Rush, Amy Ryan, Ryan Lee và Jillian Bell xuất hiện trong các vai phụ.
Quá trình phát triển chuyển thể từ phim truyện Goosebumps bắt đầu vào năm 1998, với sự chỉ đạo của Tim Burton. Sau khi không tìm được kịch bản để quyết định chuyển thể cuốn sách nào, dự án đã bị tạm dừng. Vào đầu năm 2008, Columbia Pictures đã mua lại bản quyền để tạo ra một bộ phim dựa trên Goosebumps, và dự án bắt đầu được phát triển trở lại. Buổi chụp ảnh chính kéo dài từ tháng 4 đến tháng 7 năm 2014 tại Công viên Candler, Atlanta.
Goosebumps được phát hành rạp tại Hoa Kỳ vào ngày 16 tháng 10 năm 2015, bởi Columbia Pictures. Bộ phim thành công về mặt thương mại và nhận được đánh giá chung tích cực từ các nhà phê bình, với lời khen ngợi về tính hài hước và nhiều liên quan đến loạt phim Goosebumps , và thu về 158 triệu đô la so với kinh phí 84 triệu đô la.
Phần tiếp theo độc lập, Câu chuyện lúc nửa đêm 2: Halloween quỷ ám, được phát hành vào ngày 12 tháng 10 năm 2018, chỉ có Black trở lại trong một vai phụ chưa được ghi nhận.

## Diễn viên
- Jack Black vai R. L. Stine (đây cũng là một nhà văn có thật), lồng tiếng búp bê ma Slappy và Brent Green - Cậu bé tàng hình
- Dylan Minnette vai Zachary "Zach" Cooper
- Odeya Rush vai Hannah Stine
- Amy Ryan vai Gale Cooper
- Ryan Lee vai Champ
- Jillian Bell vai Lorraine Conyers
- Halston Sage vai Taylor
- Ken Marino vai Coach Carr

## Nội dung
Zach Cooper cùng mẹ là Gale chuyển đến sinh sống tại  Madison, Delaware. Tại đây, cậu tình cờ gặp gỡ và kết bạn với  Hannah - cô bạn hàng xóm. Tuy nhiên, cha cô không thích mối quan hệ này và hai cha con cô cãi nhau. Nghi ngờ Hannah bị hại nên Zach Cooper báo cảnh sát tuy nhiên không phát hiện ra vấn đề gì. Nhưng Zach Cooper vẫn nghi ngờ, cậu cùng với Champ - bạn mới quen ở trường đột nhập vào tìm hiểu sự việc. Sau cùng, họ biết được sự thật cha của Hannah chính là nhà văn R.L. Stine - nổi tiếng với hàng loạt truyện kinh dị nổi tiếng dành cho thiếu nhi tên Goosebumps - Nổi da gà. Cùng với tài năng thiên bẩm này, R.L. Stine luôn cất giấu một bí mật trong căn nhà của mình. Các cuốn sách về từng nhân vật ông sáng tạo ra đều được khóa trái trên giá sách. Và chỉ một bất cẩn của con người, lũ quái vật có thể chui ra từ sách bất cứ lúc nào. Do bất cẩn nên Zach Cooper và Champ đã làm cho búp bê quỷ Slappy thoát ra ngoài. Slappy nguy hiểm và đặc biệt thông hiểu 'cha' mình là nhà văn R.L. Stine. Hắn rắp tâm thả hết quái vật trong sách để chống lại R.L. Stine. R.L. Stine, Zach Cooper, Hannah và Champ phải cùng nhau ngăn chặn âm mưu này bằng cách lấy chiếc máy đánh chữ mà R.L. Stine hay soạn thảo để viết ra một chuyện kinh dị mới với nội dung kéo hết bọn quái vật về lại trang sách. Sau cùng, nhờ sự trợ giúp của Zach Cooper viết đoạn kết bài mà toàn bộ quái vật bị hút vào trang sách, kể cả Hannah (Trong số các nhân vật R.L. Stine viết ra duy nhất chỉ có Hannah là không phải quái vật. Cô bé được R.L. Stine tạo ra từ những trang sách, coi cô như con gái và giữ lại bên mình để làm bầu bạn). Nhưng sau này, nhờ chiếc máy đánh chữ kỳ diệu mà R.L. Stine viết ra một câu chuyện mới nữa để đưa Hannah về lại đời thực. Phim kết thúc bằng cảnh R.L. Stine đứng trước chiếc máy đánh chữ lúc này đang được để trong phòng lưu niệm trong trường và Brent Green - cậu bé vô hình (một nhân vật cũng do R.L. Stine sáng tạo ra nhưng chưa bị hút vào trang sách) đang viết một câu chuyện mới với nội dụng trả thù nhà văn R.L. Stine.